# Voder

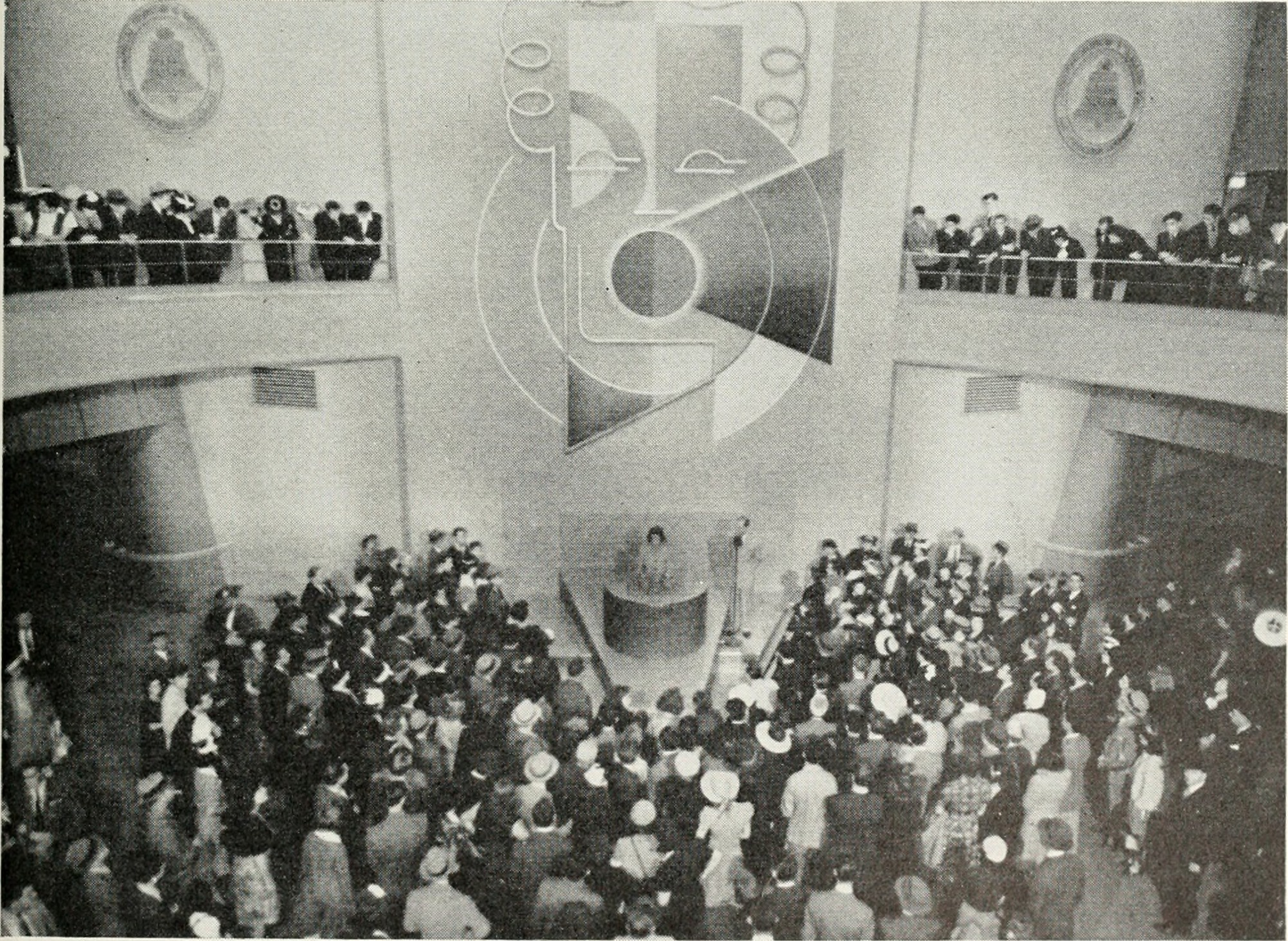
VODER demonstrado na Feira Mundial de Nova York de 1939

O Voder, produzido pelo Bell Telephone Laboratory e denominado a partir da expressão Voice Operating Demonstrator, foi a primeira tentativa de sintetizar a fala humana de maneira eletrônica, através da manipulação eletrônica dentro de seus componentes acústicos. Foi inventado por Homer Dudley em 1937-1938 e desenvolvido em seu trabalho anterior sobre o Vocoder. A qualidade da fala foi limitada; no entanto, demonstrou a síntese da voz humana, o que se tornou um componente do vocoder usado em comunicações de voz para a segurança e para poupar largura de banda.
O voder sintetizou a locução humana, imitando os efeitos do trato vocal humano. O operador pode selecionar um dos dois sons básicos usando uma barra de pulso. Um tom de zumbido é gerado por um oscilador de relaxamento produzido as vogais sonoras e sons nasais, com o campo controlado por um pedal. Um som sibilante produzido por um tubo de descarga de gás criou os sibilantes (sons fricativos surdos). Estes sons iniciais foram processados através de um banco de 10 filtros de passa-faixa que foram selecionados por chaves; os seus resultados foram combinados, amplificados e alimentados em um alto-falante. Os filtros foram controlados por um conjunto de chaves e um pedal para converter os assobios e tons em vogais, consoantes e inflexões. Teclas especiais adicionais foram fornecidas para fazer sons oclusivos tais como "p" ou "d", e sons graves do "j" em "janela" e do "ch" em "chave". Esta era uma máquina muito complexa para operar. Depois de meses de prática, um operador treinado poderia produzir a fala reconhecível.
Performances no voder foram apresentadas em 1939, na feira New York World e em San Francisco. Vinte operadores foram treinados, destacando-se Helen Harper, que se tornou particularmente conhecida pela sua habilidade com a máquina.
O voder foi desenvolvido a partir de pesquisas sobre esquemas de compressão para transmissão de voz sobre fios de cobre e de criptografia de voz. Em 1948, Werner Meyer-Eppler  reconheceu a capacidade da máquina voder para gerar música eletrônica, como descrito na patente de Dudley.
Considerando que o vocoder analisa o som da fala, transforma-a em informações transmitidas por via eletrônica e a recria, o voder gera uma fala sintetizada por meio de um console com quinze teclas sensíveis ao toque e um pedal. Ele consiste basicamente na "segunda metade" do codificador de fala, mas com controles manuais de filtro, e requer um operador altamente treinado.